# 925 Alphonsina
Alphonsina (asteroide 925) é um asteroide da cintura principal com um diâmetro de 54,34 quilómetros, a 2,48032042 UA. Possui uma excentricidade de 0,08127316 e um período orbital de 1 620,21 dias (4,44 anos).
Alphonsina tem uma velocidade orbital média de 18,12725541 km/s e uma inclinação de 21,06873967º.
Este asteroide foi descoberto em 13 de Janeiro de 1920 por José Comas y Solá.